# Vlădiceni, Neamț
Vlădiceni este un sat în comuna Bârgăuani din județul Neamț, Moldova, România.